# 桑德港灣
桑德港灣（英語：Sandefjord Cove），是南極洲的海灣，位於埃爾斯沃思地的彼得一世島西部，處於因格里德角和托夫特冰川終點之間，現時由南極條約體系管理。